# Stonařov
Stonařov là một chợ huyện thuộc huyện Jihlava, vùng Vysočina, Cộng hòa Séc.